# Lomnická rieka
Lomnická rieka – potok, prawy dopływ Kołaczkowskiego Potoku (Kolačkovský potok ) na Słowacji.
Jest ciekiem 6 rzędu. Wypływa  na wysokości około 1050 m na północnych zboczach szczytu Ihla (1282 m) w Górach Lewockich. Spływa w kierunku północnym, w dolnym biegu skręcając nieco na północny wschód. Uchodzi do Kołaczkowskiego Potoku na wysokości 705 m powyżej zabudowanego obszaru miejscowości Kołaczków (Kolačkov).
Lewe zbocza doliny potoku Lomnická rieka tworzy północno-zachodni grzbiet Ihli ze szczytami: 1132 m, Rysova (1058 m) i Mackova (1058 m), prawe wschodni grzbiet Ihli, na szczycie Čierna hora (1289 m) skręcający na północ i opadający długim grzbietem w widły potoków  Kolačkovský potok i Lomnická rieka.
Cała zlewnia znajduje się w Górach Lewockich w obrębie miejscowości Kołaczków. Są to obszary porośnięte lasem, z dużą ilością polan, na których dawniej znajdowały się hale. Od dawna jednak są one nieużytkowane rolniczo i zarastają lasem, lub już zarosły.